# ドルー大学
ドルー大学（Drew University）はアメリカニュージャージー州の私立大学である。

## 概略
1867年創立のメソジスト派のリベラルアーツカレッジである。学生数1,417人。創立当初はドルー神学校（Drew Theological Seminary）、ユナイテッド・メソジスト教会 （United Methodist Church）の神学校であったが、1928年リベラル・アーツ・カレッジになった。

## ランキング
U.S newsの全米大学ランキング（リベラルアーツカレッジ）では、112位にランクされた。

## 著名な卒業生
- ジョン・エドワード・ロビンソン John Edward Robinson（1874年卒業） - メソジスト監督教会の宣教師監督
- ハーバート・ジョージ・ウェルチ Herbert George Welch（1890年卒業） - メソジスト監督教会の監督
- フレッド・ピアス・コルソン en:Fred Pierce Corson（1920年神学士取得） - 米国メソジスト教会（英語版）の監督
- レイモンド・レロイ・アーチャー en:Raymond LeRoy Archer（1923年神学士取得） - メソジスト教会監督
- ジョン・ウェスレー・ロード en:John Wesley Lord（1930年神学士取得） - 米国メソジスト教会の監督
- エマソン・ステファン・コロー en:Emerson Stephen Colaw（1947年神学士取得） - United Methodist Church
- リロイ・チャールズ・ホダップ en:Leroy Charles Hodapp（1947年神学士） - ユナイテッド・メソジスト教会の監督
- ジェフ・スミス Jeff Smith（1965年神学修士） - 牧師、料理本作家、フラガル・ガーメット en:The Frugal Gourmetの経営者
- アレックス・ボレイン（1966年神学博士取得） - 南アフリカ共和国真実和解委員会副委員長
- アーネスト・T・ディキソン en:Ernest T. Dixon, Jr.
- ジュリアス・ソーパー

### 著名な日本人卒業生
- 本多庸一 - 日本メソジスト教会初代監督
- 左近義弼
- 左近義慈
- 平出慶一
- 藤本満（1986年哲学博士取得） - イムマヌエル綜合伝道団代表
- 吉岡誠明
- 山鹿旗之進
- 野呂芳男
- 河辺満甕

## 著名な教員
- フレッド・ガリガス・ハロウェイ en:Fred Garrigus Holloway - 学部長（1940年代）

## 脚註
1. ↑  United Methodist Church – General Board of Higher Education and Ministry. United Methodist Church Affiliated Institutions. Retrieved 12 October 2013.
2. ↑  “U.S. and Canadian Institutions Listed by Fiscal Year (FY) 2014 Endowment Market Value and Change in Endowment Market Value from FY2013 to FY2014 (Revised February 2015)” (PDF).   National Association of College and University Business Officers and Commonfund Institute. 2015年9月14日閲覧。
3. 1 2  Drew University. "About the University". Retrieved 12 October 2013.
4. 1 2  http://colleges.usnews.rankingsandreviews.com/best-colleges/drew-university-2603